# Worth It
«Worth It» es una canción grabada por el grupo estadounidense Fifth Harmony, con el rapero Kid Ink. La canción hizo su impacto en la radio crossover rítmica estadounidense el 2 de marzo de 2015 como el tercer y último sencillo del álbum debut del grupo, Reflection. «Worth It» es una canción de R&B que incorpora elementos fuertes de la música balcánica en su producción, la marca de su productor Ori Kaplan.
«Worth It» alcanzó el top 20 en el Billboard Hot 100 de los Estados Unidos, alcanzando su punto máximo en el número 12. La canción marcó el primer top 20 por un grupo de chicas en los Estados Unidos desde «Jai Ho! (You Are My Destiny)» por The Pussycat Dolls en 2009. A nivel internacional, el sencillo alcanzó el top 10 de las listas en trece países, incluyendo Australia y el Reino Unido, así como los 20 primeros en países como Canadá, Francia, Dinamarca y Corea del Sur. Entre sus certificaciones, es platino cuádruple en los Estados Unidos y el oro en el Reino Unido. El vídeo musical alcanzó las mil millones de visualizaciones el 27 de julio de 2016.

## Antecedentes

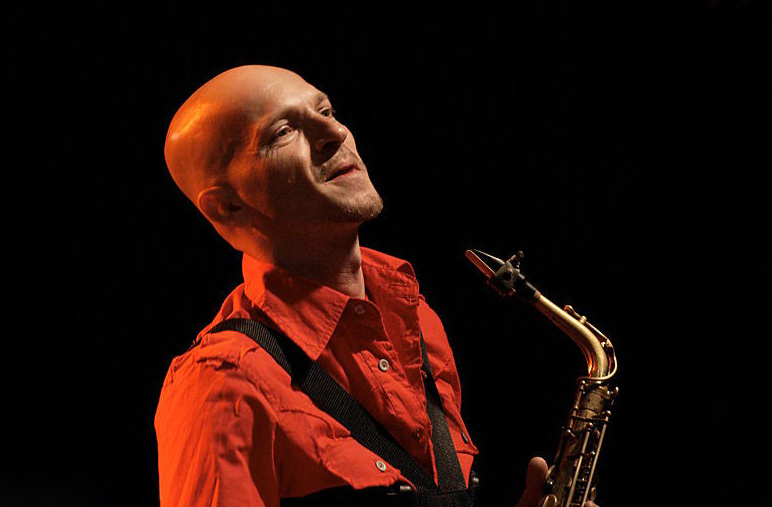
Ori Kaplan, quien produjo "Talk Dirty" de Jason Derulo, también coprodujo "Worth It" junto con la productora noruega Stargate.

"Worth It" fue producida y coescrita por Stargate (Mikkel S. Eriksen y Tor Erik Hermansen) y Ori Kaplan, con escritos adicionales de Priscilla Renea; Fue presentado al grupo por Stargate. Originalmente fue grabado por el rapero Kid Ink, que terminó colaborando en la canción, pero la letra y la melodía se cambiaron para adaptarse a una perspectiva femenina. Kid Ink señaló durante una entrevista con Forbes que mientras estaba "escribiendo en el álbum de [Fifth Harmony], [pudo colaborar] con los productores Stargate y Cashmere Cat" y esto llevó al desarrollo de la canción. Uno de los versos de Kid Ink de "Wit It" (la versión original de la canción) aparece en la versión de Fifth Harmony.
La canción está escrita desde la perspectiva de una mujer diciéndole a un hombre que ella "vale la pena", lo que implica una connotación sexual. Sin embargo, el sencillo también podría ser tomado como un himno feminista, ya que puede inspirar a "las jóvenes a creer verdaderamente que son 'Worth It' y puede ser dueñas de Wall Street o cualquier otro lugar en el que se fijan sus perceptivas". ] Esta última visión de la canción se destaca en su vídeo musical.
"Worth It" fue lanzada el 15 de enero de 2015 pero oficialmente impactó en la radio como sencillo el 2 de marzo de 2015. Tras el éxito mundial de "Worth It", una versión en español titulada "Dame Esta Noche" fue lanzada a iTunes el 10 de julio de 2015. La pista incluye el verso de rap inglés de Kid Ink, mientras que las chicas de Fifth Harmony cantan en español.

## Composición
Según la partitura publicada en Musicnotes.com, la canción está escrita en la tonalidad de C menor, con un tempo moderado de 100 latidos por minuto. La gama vocal de la quinta armonía y de la tinta del cabrito se extiende de la nota baja de G3 a la nota alta de Ab5.

## Recepción

### Recepción de la crítica
Rick Florino, de Artistdirect, elogió "Worth It", alegando que la canción tiene "un estribillo de poder que es imposible de sacudir, sobre todo cuando se combina con un ritmo resbaladizo." Rebecca Mattina, de Andpop dio a la canción una revisión mixta, Demasiado cerca de una similitud con "Talk Dirty", pero también indicando que la pista está "llena de mucha actitud" y rebote rítmico. Los tiempos de la música le dieron una revisión positiva que indicaba que "la música intensa, rastrera de" digno de él "se empareja con armonías profundas del grupo y de las letras positivas personales." Incluso lo comparó con el solo anterior de Fifth Harmony, "Boss."  FDRMX También lo revisó positiva-mente, mencionando que "la producción es sólida y las letras son pegadizas" y también indicando que el sencillo es el registro más maduro de Fifth Harmony.
Jason Lipshutz de Billboard escribió una crítica negativa de "Worth It", diciendo que la canción suena "extrañamente incompleta". Amy Davidson, de DigitalSpy UK, señaló que "las trompetas y los saxofones han experimentado un resurgimiento [y Fifth Harmony] lo han puesto en espesor para un muestreo de saxofón grave". A mí me lo vale ", determinan, goteando con sass". Davidson también declaró: "Puede que no sea el más innovador de pistas, pero tiene suficiente actitud para perdonar eso." Para su lista de fin de año de la mejor canción Associated Press lo enumeró en el número 3 y Spin Lo clasificó en 68. Artistdirect clasificó la canción en el número 1 en su informe de mitad de año.

## Vídeo musical
El vídeo musical se estrenó en los premios en los Kids 'Choice el 28 de marzo de 2015. Fue cargado el mismo día a su cuenta oficial de Vevo y fue dirigido por Cameron Duddy. El vídeo presenta a las damas en traje de negocios. Tomando lugar en un edificio de oficinas, son vistas como CEOs y jefas, bailando frente a una tabla de mercado de valores. El vídeo presenta muchos atributos feministas, ya que muestra a las mujeres que trabajan y triunfan en un mundo dominado por los hombres, como Wall Street, y las declaraciones que parpadean frente al boleto de la bolsa como "mujeres en el poder", "feminismo es sexy" techo de cristal". Kid Ink también aparece en el vídeo con mujeres atractivas cerca de él mientras canta.  El vídeo musical "Worth It" ganó a Fifth Harmony su primer premio certificado por Vevo en julio de 2015. El 27 de julio de 2016, el video alcanzó la marca de un billón de visitas en Vevo. Con más de 1,28 millones de visitas, ahora es el 25º video de YouTube más visto de todos los tiempos y el segundo vídeo de YouTube más visto por un grupo de chicas, sólo superado por su éxito mundial Work from Home.

## Espectáculos en vivo
El 17 de febrero de 2015, Fifth Harmony presentó "Worth It" por primera vez en Big Morning Buzz Live de VH1.  Ellas realizaron la canción en Live! Con Kelly y Michael el 13 de abril, así como en los premios Radio Disney Music Awards que se realizaron el 26 de abril de 2015. La canción también fue presentada en la final de Dancing with the Stars el 19 de mayo de 2015. Fifth Harmony realizó el sencillo en Capital FM's Summertime Ball en el Estadio de Wembley el 6 de junio de 2015. Mientras que promovían el sencillo en el Reino Unido, también lo realizaron en Good Morning Britain. el 5 de junio de 2015 y en CBBC en Friday Download el 10 de julio de 2015. El grupo realizó la canción con Kid Ink por primera vez en Jimmy Kimmel Live el 18 de junio de 2015, y esta fue también su primera aparición nocturna.
El 10 de julio de 2015, el grupo realizó el sencillo en The Today Show junto con otras dos canciones de su álbum. El 16 de julio de 2015, el grupo se presentó en Los Premios Juventud 2015, donde cantaron una mezcla de "Dame Esta Noche" y "Worth It". El 21 de julio de 2015, se presentaron con Kid Ink en los premios BET's Players.  "Worth It" también está en el setlist para el Reflection Tour de Fifth Harmony y Reflection: The Summer Tour. El 14 de agosto de 2015, el grupo interpretó la canción con Taylor Swift en su 1989 World Tour en Santa Clara (California) como una de las muchas apariciones de Swift en sus shows. Fifth Harmony también abrió los MTV Europe Music Awards 2015, interpretando "Worth It" en la alfombra roja. El 13 de diciembre de 2015, las chicas de la Quinta Armonía realizaron un mashup de "Worth It" y "Dame Esta Noche" en la final de la temporada de la competencia de canto latinoamericano La Banda. "Worth It" está en el setlist para las actuaciones de Fifth Harmony en el 2015 New York, NY; Atlanta, Georgia; Chicago, IL; Y conciertos de Sunrise, FL Jingle Ball. Como parte de su aparición en Jimmy Kimmel Live, Fifth Harmony realizó "Worth It" en la serie de conciertos al aire libre el 24 de marzo de 2016, junto con "Boss", "Sledgehammer" y "Work from Home". Realizaron la canción otra vez el 30 de mayo de 2016 en la presentación de Today Show con "BO $$" y otras dos canciones de su segundo álbum de estudio, 7/27.

## En otros medios
La canción aparece en las películas Hotel Transylvania 2 y How To Be Single, así como en los programas de televisión The Mindy Project, Telenovela, Lethal Weapon y Mary + Jane. La canción también se utiliza en un anuncio de PetSmart.

## Lista de canciones
- Descarga digital[35]

1. "Worth It (feat. Kid Ink)" – 3:44

- CD Single[36]

1. "Worth It (feat. Kid Ink)" - 3:44
2. "Worth It (Non-Rap Version)" - 3:05

## Posicionamiento en listas
| País (Lista 2015)                          | Posición más alta |
| ------------------------------------------ | ----------------- |
| Alemania (Offizielle Deutsche Charts)      | 16                |
| Australia (ARIA Singles Chart)             | 9                 |
| Austria (Ö3 Austria Top 40)                | 23                |
| Bélgica — Flandes (Ultratop 50)            | 14                |
| Bélgica — Valonia (Ultratop 50)            | 18                |
| Canadá (Canadian Hot 100)                  | 12                |
| Eslovaquia (Singles Digital Top 100 Chart) | 11                |
| España (Los 40)                            | 2                 |
| España (Top 75 Canciones)                  | 62                |
| Estados Unidos (Billboard Hot 100)         | 12                |
| Estados Unidos (Pop Songs)                 | 4                 |
| Estados Unidos (Rhythmic Songs)            | 19                |
| Estados Unidos (Dance/Mix Show Airplay)    | 5                 |
| Francia (French Singles Chart)             | 15                |
| Grecia (Greece Digital Songs)              | 2                 |
| Irlanda (Irish Singles Chart)              | 23                |
| Israel (Media Forest TV Airplay)           | 2                 |
| Israel (Media Forest)                      | 1                 |
| Israel (Media Forest Artist)               | 5                 |
| Líbano (Lebanese Top 20)                   | 1                 |
| Nueva Zelanda (Recorded Music NZ)          | 31                |
| Países Bajos (Single Top 100)              | 25                |
| República Checa (Singles Digital Top 100)  | 6                 |
| Suecia (Sverigetopplistan)                 | 63                |
| Reino Unido (BPI)                          | 3                 |

## Certificaciones
| País           | Organismo certificador | Certificación | Simbolización | Ventas    | Ref.   |
| -------------- | ---------------------- | ------------- | ------------- | --------- | ------ |
| Estados Unidos | (RIAA)                 | 8x Platino    | ▲             | 8 000 000 | [ 59 ] |
| Reino Unido    | (BPI)                  | Platino       | ●             | 600.000   | [ 60 ] |
| Alemania       | (BVMI)                 | Platino       | ●             | 400,000   | [ 61 ] |
| Italia         | (FIMI)                 | 2x Platino    | ▲             | 200,000   | [ 62 ] |
| México         | (AMPROFON)             | 3× Platino    | 3▲            | 180,000   | [ 63 ] |
| Canadá         | (Music Canada)         | 2× Platino    | ▲             | 160,000   | [ 64 ] |
| Australia      | (ARIA)                 | 2× Platino    | ▲             | 140,000   | [ 65 ] |
| 🇵🇱 Polonia     | (ZPAV)                 | 2x Platino    |               | 100 000   |        |
| Dinamarca      | (IFPI Denmark)         | Platino       | ●             | 90 000    | [ 66 ] |
| Suecia         | (GLF)                  | Platino       | ▲             | 40.000    | [ 67 ] |
| España         | (PROMUSICAE)           | Oro           | ●             | 30 000    | [ 68 ] |
| Austria        | IFPI                   | Oro           | ●             | 15,000    | [ 69 ] |
| Bélgica        | (BEA)                  | Oro           | ●             | 15,000    | [ 70 ] |
| Nueva Zelanda  | (RMNZ)                 | Platino       | ▲             | 15.000    | [ 71 ] |
| 🇦🇹 Austria     | (IFPI Austria)         | Oro           |               | 15 000    |        |
| 🇫🇮 Finlandia   | (IFPI Finland)         | Platino       |               | 10 000    |        |

## Historial de lanzamientos
| País           | Fecha              | Formato          | Discográfica |
| -------------- | ------------------ | ---------------- | ------------ |
| Estados Unidos | 3 de marzo de 2015 | Radio            | Epic         |
| Reino Unido    | 5 de julio de 2015 | Descarga digital | Syco         |